# 대한민국 민법 제883조
대한민국 민법 제883조는 입양 무효의 원인에 대한 민법 친족법 조문이다. 2012년 2월 10일 법률 제11300호로 일부 개정되었으며, 2013년 7월 1일부터 시행되었다.

## 조문
제883조(입양 무효의 원인) 다음 각 호의 어느 하나에 해당하는 입양은 무효이다.
1. 당사자 사이에 입양의 합의가 없는 경우
2. 제867조 제1항(제873조 제2항에 따라 준용되는 경우를 포함한다), 제869조 제2항, 제877조를 위반한 경우

## 판례

### 제1호의 당사자 사이에 입양의 합의가 없는 경우
- 당사자 간에 실제로 양친자로서의 신분적 생활관계를 형성할 의사를 가지고 있지 아니한 경우를 말한다[1]
- 민법 제883조 제1호는 당사자 사이에 입양의 합의가 없는 경우 입양은 무효라고 규정하고 있으므로, 입양의 합의를 인정하기 위해서는 그 전제로서 입양당사자가 의사능력이 있어야 한다. 의사능력이란 자신의 행위의 의미나 결과를 정상적인 인식력과 예기력을 바탕으로 합리적으로 판단할 수 있는 정신적 능력 내지는 지능을 말한다[2]

## 같이 보기
- 입양
- 대한민국 민법 제867조
- 대한민국 민법 제869조
- 대한민국 민법 제873조
- 대한민국 민법 제877조